# Voltahalle

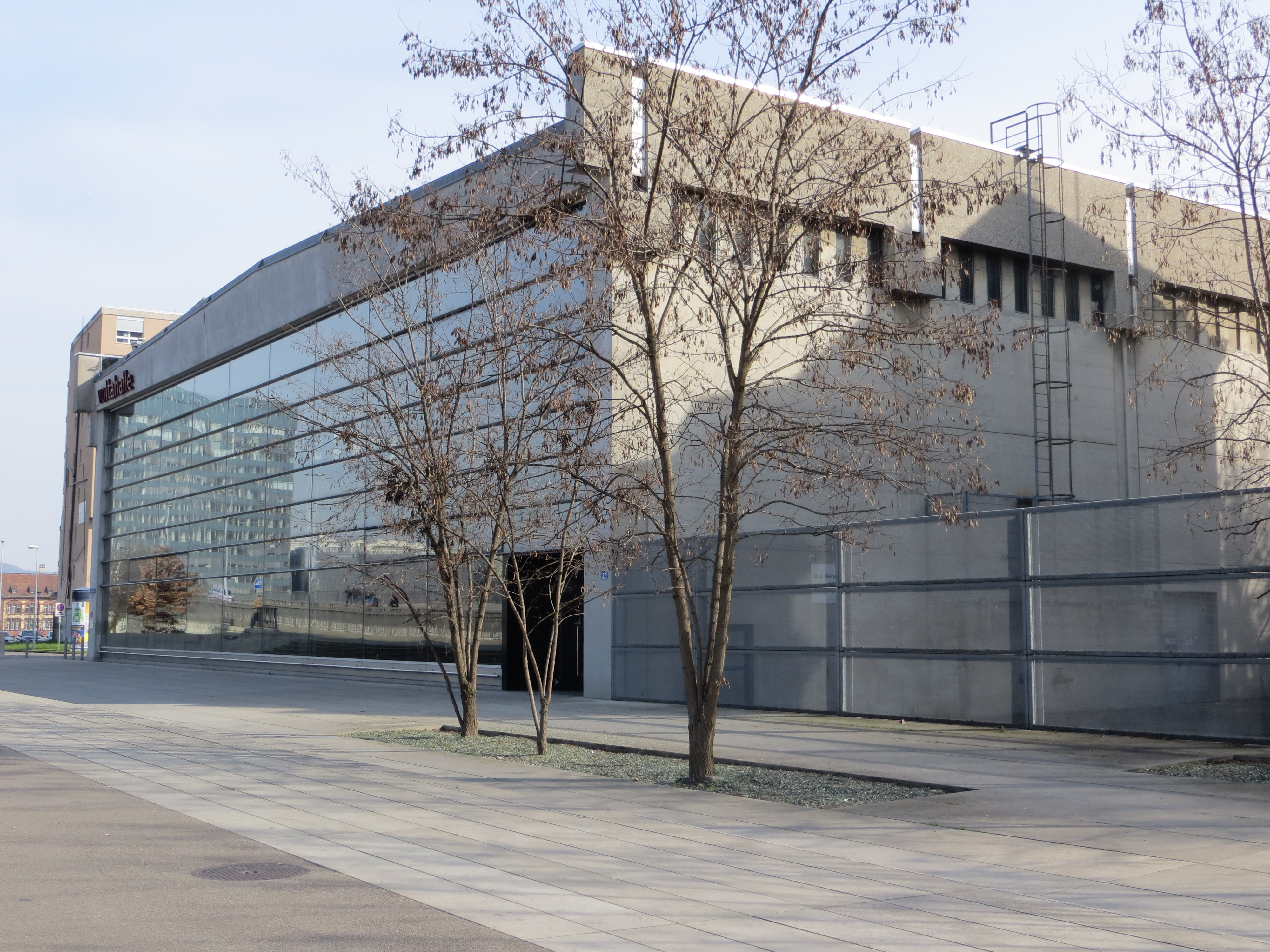
Voltahalle Basel

Die Voltahalle ist eine ehemalige Industriehalle und heutige Mehrzweckhalle in der Stadt Basel mit einer Kapazität für rund 600 Personen. Sie befindet sich am Brückenkopf der Dreirosenbrücke im Stadtteil St. Johann und wird vor allem für Konzert- und Tanzveranstaltungen, Kunstausstellungen und private Anlässe genutzt. Der Voltahalle vorgelagert ist der namensgebende Voltaplatz, welcher nach dem italienischen Ingenieur Alessandro Volta benannt ist.
Ursprünglich wurde das Gebäude von den Industriellen Werken Basel (IWB) als Kohlenlagerhalle genutzt. Nachdem die IWB die Halle nicht mehr benötigte, wurde das Gebäude 2001 nach einem Umbau zu einem Veranstaltungsraum durch den Kanton als Voltahalle eröffnet.
Das Gebäude ist 40 Meter lang, 14 Meter breit und 12 Meter hoch und bietet eine Nutzfläche von rund 600 Quadratmetern. Markantes Merkmal ist die rund 400 Quadratmeter grosse Fensterfront.